# Андрієвська сільська рада (Ілішевський район)
Андрі́євська сільська рада (рос. Андреевский сельский совет) — муніципальне утворення у складі Ілішевського району Башкортостану, Росія. Адміністративний центр — село Андрієвка.

## Населення
Населення — 1312 осіб (2019, 1491 у 2010, 1556 у 2002).

## Склад
До складу поселення входять такі населені пункти:
| Населений пункт           | Населення, осіб (2002) | Населення, осіб (2010) |
| ------------------------- | ---------------------- | ---------------------- |
| Аначево, присілок         | 330                    | 324                    |
| Андрієвка, село           | 877                    | 896                    |
| Вотський Менеуз, присілок | 18                     | 4                      |
| Гремучий Ключ, присілок   | 76                     | 64                     |
| Марино, присілок          | 186                    | 155                    |
| Шидалі, присілок          | 69                     | 48                     |